# Ludwig Adolph Timotheus Radlkofer
Ludwig Adolph Timotheus Radlkofer (Munique, 19 de dezembro de 1829 - Munique, 16 de fevereiro de 1927), foi um destacado taxonomista alemão, professor de Botânica da Universidade de Munique.

## Vida
Radlkofer tornou-se médico em 1854 e obteve um PhD em botânica em Jena no ano seguinte. Ele se tornou professor associado de botânica na Universidade de Munique em 1859, bem como vice-diretor do jardim botânico e herbário. Em 1892 foi nomeado diretor do Museu Botânico. Foi nomeado professor emérito em 1913 e faleceu em 1927 na mesma sala em que nasceu.
O trabalho principal de Radlkofer foi sobre a família Sapindaceae. Suas coleções, enviadas por botânicos de todo o mundo, ficam em Munique.
A flor sul-africana Greyia radlkoferi recebeu esse nome em sua homenagem, assim como os gêneros Radlkoferotoma e a ex-Radlkoferella (um gênero de lixeira agora chamado de Pouteria).

## Trabalhos publicados
Entre suas inúmeras obras escritas estão tratados publicados em inglês, como:
- Three new species of Sapindaceae from western Mexico and Lower California, (1895).
- New and noteworthy Hawaiian plants, (1911).[2]
- New Sapindaceae from Panama and Costa Rica, (1914).

Suas outras obras principais incluem:
- Die Befruchtung der Phanerogamen. Ein Beitrag zur Entscheidung des darüber bestehenden Streites , (1856).
- Der Befruchtungsprocess im Pflanzenreiche und sein Verhältniss zu dem im Thierreiche , (1857).
- Ergänzungen zur Monographie der Sapindaceen-Gattung Serjania , (1875).
- Ueber die Sapindaceen Holländisch-Indiens , (1877).
- Sapindaceae (emitido em oito partes 1931-1934); In: Das Pflanzenreich de Engler's.[3]